# Nandgaon (Uttar Pradesh)
Nandgaon è una suddivisione dell'India, classificata come nagar panchayat, di 9.956 abitanti, situata nel distretto di Mathura, nello stato federato dell'Uttar Pradesh. In base al numero di abitanti la città rientra nella classe V (da 5.000 a 9.999 persone).

## Geografia fisica
La città è situata a 27° 43' 0 N e 77° 22' 60 E e ha un'altitudine di 183 m s.l.m..

## Società

### Evoluzione demografica
Al censimento del 2001 la popolazione di Nandgaon assommava a 9.956 persone, delle quali 5.388 maschi e 4.568 femmine. I bambini di età inferiore o uguale ai sei anni assommavano a 1.891, dei quali 1.020 maschi e 871 femmine. Infine, coloro che erano in grado di saper almeno leggere e scrivere erano 4.488, dei quali 3.178 maschi e 1.310 femmine.